# 指宿温泉
指宿温泉（いぶすきおんせん）は、鹿児島県指宿市東部（旧国薩摩国）にある摺ヶ浜温泉（砂蒸しで有名）、弥次ヶ湯温泉、二月田温泉などの温泉群の総称。鹿児島県内有数の観光地であり、2003年（平成15年）において年間285万人の観光客が訪れ、91万人の宿泊客を集めている。農業や養殖などへの温泉利用も盛んであり、温泉の9割が産業利用されていた時期もあった。また、1960年頃から始まったハネムーンブームの中、「東洋のハワイ」と呼ばれた指宿温泉は、そのメッカとして賑わった。

## 泉質
泉質はおおむねナトリウム-塩化物泉であるが地域や掘削深度によって塩分濃度や微量成分が異なる。活動泉源はおおむね500カ所。一日あたりの総湧出量は約12万トン。湧出温度は50-60℃が多いが、100℃に達するものもある。温泉の水源は池田湖や鰻池に溜まった雨水と鹿児島湾からの海水が地下で混合したものであり、熱源は阿多カルデラに関連したマグマであると考えられている。

## 温泉街

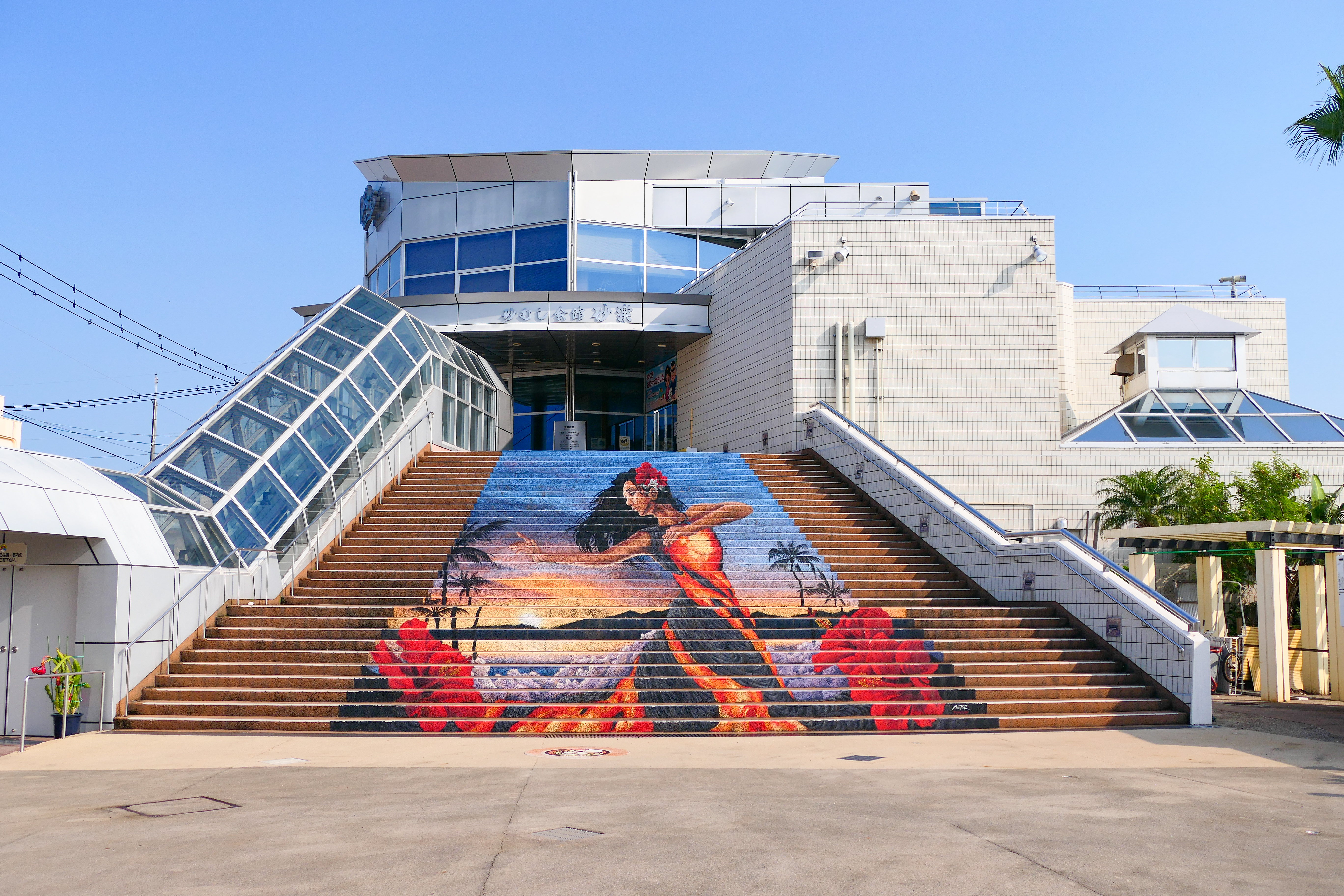
砂むし会館「砂楽」

特に砂むしで有名な摺ヶ浜付近に大規模な宿泊施設が集中している。

## 歴史
「指宿」の名称は「湯豊宿」に由来すると言われているが別の説もある。江戸時代以前は高温の温泉や噴気口が点在する湿原であり危険な場所とされていたが、麻の加熱処理や炊事用、浴用として古くから利用されていた。江戸時代後期の地誌『三国名勝図会』にも多くの温泉が紹介されている。
明治以前は自然に湧出する泉源を利用するのみであったが、地面を数m掘削することにより容易に温泉が得られることから広範囲にわたって開発が進められた。特に1919年（大正8年）頃から1955年（昭和30年）頃にかけて温泉熱を農業や製塩に利用するために地下から大量の湯がくみ上げられ、古くから使われている泉源の枯渇や温度低下などの問題が多発した。このため新たな温泉源の探索が行われ、1957年（昭和32年）に地下200-300mの新たな温泉地層が発見され利用されるようになった。1964年（昭和39年）以降、温泉の製塩への利用は禁止されているが、農業や魚の養殖への利用は現在も行われている。
高度経済成長以降、大規模なホテルが建設されるなど観光地としての開発が進み、日本国内および海外から多くの観光客が訪れるようになった。1982年（昭和57年）から毎年1月の第2日曜日に指宿温泉マラソン（1984年からいぶすき菜の花マラソン）が開催されるようになり、毎年1万人以上の参加者を集めている。

## アクセス
- JR鹿児島中央駅から指宿枕崎線で約1時間。鹿児島空港から直行バスで約1時間35分。
- 九州自動車道鹿児島インターチェンジより指宿スカイラインへ進み、谷山インターチェンジから国道225号線・国道226号線を経由。

## 温泉群

### 摺ヶ浜温泉
摺ヶ浜温泉（すりがはまおんせん）は、指宿駅南東の海岸沿いにある温泉。名称の由来は「砂場ヶ浜」が「スイガ浜」と呼ばれるようになり、やがて「摺ヶ浜」に変わったとされる。長さ約1kmの砂浜に温泉で加熱された高温部があり、砂むしの名所として知られる。砂むしとは、浴衣を着て適度な温度になるように攪拌された砂に埋まって温まる入浴方法である。一人で行うには困難が伴うので、通常はシャベルを持った係員に砂を盛ってもらう。頭部には、タオルを巻くなりして砂の付着を防ぐ。

#### 泉質
湧出温度82℃のナトリウム塩化物泉

#### 温泉街
駅から海岸に向かい、さらに南側へ広がる地域に宿泊施設が建ち並んでいる。砂むしは海岸沿いの宿泊施設のほか、海浜で行うこともできるが、1978年（昭和53年）に建設された公営砂むし会館においては雨でも入浴できる。砂浜は台風などによってたびたび侵食され、砂むし浴場への影響も心配されたため砂の動きを抑制する堤防が設置されている。

#### 歴史
歴史は古く島津義久が利用した殿様湯があったと伝えられる。砂むしは元禄年間から行われていたとの記録があり、『三国名勝図会』には神経痛などに効能があるとの記述もある。1793年（寛政5年）に島津斉宣が館を建て殿様湯と呼ばれた。

#### アクセス
- JR指宿枕崎線指宿駅下車、徒歩約5分。

### その他の温泉地
弥次ヶ湯温泉（やじがゆおんせん）
指宿駅の北部に位置する温泉。名称の由来については弥次という者が発見したためと伝えられているが別の説もある。観葉植物の栽培に利用されている。
湯之里温泉（ゆのさとおんせん）
弥次ヶ湯温泉の東に隣接する温泉。高温の湯が得られることから盛んに開発が行われ製塩などに利用されていた。周辺の宿泊施設等の泉源として利用されている。
大牟礼温泉（おおむれおんせん）
『三国名勝図会』に記されている古い温泉。「村之湯温泉」として現存する。
潟口温泉（がたぐちおんせん）
湯之里温泉の東側海岸沿いに位置する温泉。歴史は古く湧出量も多かったが湯之里温泉の開発に伴って急速に衰退した。魚の養殖に利用されている。
潟山温泉（がたやまおんせん）
二月田駅の東側から魚見岳にかけて広がる温泉。主として農業に利用されている。
二月田温泉（にがつでんおんせん）
二月田駅の西側に位置する弱酸性の温泉。1831年（天保2年）に島津斉興が摺ヶ浜から館を移し殿様湯と呼ばれた。殿様湯跡は指宿市の文化財に指定されており、当時の敷石などが残されている。

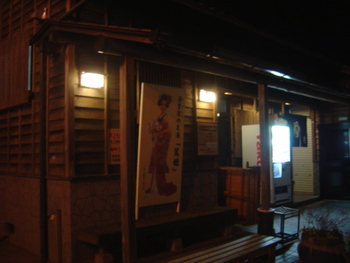
二月田温泉、殿様湯(共同浴場)
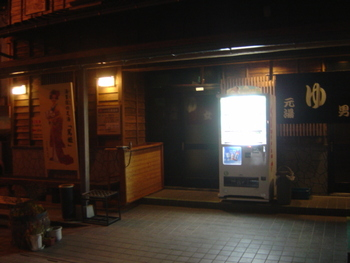
向かって右が男、左が女湯
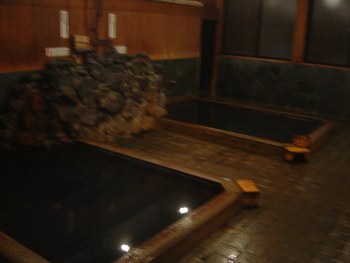
旧温泉を移築した際の簡易説明が書かれている。
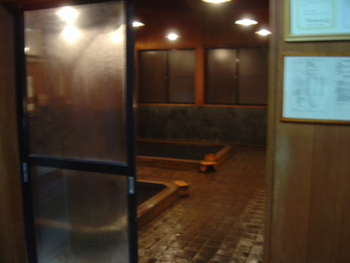
男湯を更衣室側から、手前がぬるめ、奥が熱めの湯
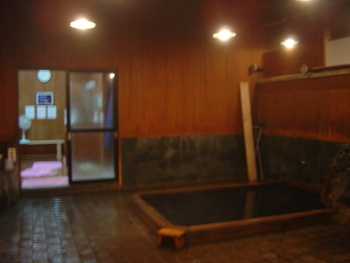
更衣室
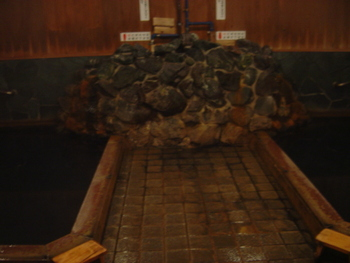
左ぬるめ、右熱めの湯
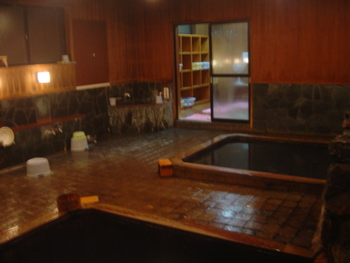
奥側から更衣室側を。洗い場は数人分ほどしかない。

河原湯温泉（こらんゆおんせん）
二月田温泉の西側に隣接する温泉。
宮ヶ浜温泉
宮ヶ浜駅付近にある温泉。魚の養殖に利用されている。
柴立温泉
宮ヶ浜駅付近に存在した温泉。歴史は古く『三国名勝図会』には湯が川のように流れ出ているとの記述があるが、周辺の温泉開発によって湧出量が減少し1973年（昭和48年）以降は使われなくなった。